# Muhammad Fareed Didi
Muhammad Fareed Didi (malediw. އަލްއަމީރު މުޙަންމަދު ފަރީދު ދީދީ, Al'amīru Muḥanmadu Farīdu Dīdī; ur. w 1901 w Male, zm. 27 maja 1969 tamże) – sułtan Malediwów. 
Władzę sprawował od 7 marca 1954 do 11 listopada 1968.